# Санчес, Йоани
Йоани Мария Санчес Кордеро (исп. Yoani María Sánchez Cordero; род. 4 сентября 1975, Гавана, Куба) — кубинская журналистка и блогер. Завоевала международную известность и несколько международных наград за критическое описание жизни на Кубе при нынешнем правительстве.

## Биография
В 2002 году Санчес уехала из Кубы в Швейцарию на два года. Вернувшись на Кубу, участвовала в основании Contodos, журнала, который продолжает служить форумом для свободы слова на Кубе, а также средством распространения новостей. Санчес больше всего известна своим блогом, Generación Y (Поколение Y), который она, несмотря на цензуру, продолжает публиковать, посылая записи по электронной почте друзьям в других странах, которые их публикуют. Блог переводится и доступен на 17 языках.
Муж — кубинский журналист и диссидент Рейнальдо Эскобар (род. 1947), у супругов есть сын.

## Признание
Журнал Time включил Санчес в список 100 самых влиятельных людей в 2008 году, указывая, что «прямо под носом режима который никогда не терпел несогласия, Санчес практикует то, что в её стране не могут делать журналисты на бумаге — свободу слова». В ноябре 2009 года Президент США Барак Обама написал, что её блог «даёт миру уникальное окно в действительность повседневной жизни на Кубе», и похвалил её усилия «создавать возможность соотечественникам самовыражаться путём применения технологии».

## Премии и награды
- Премия имени Ортеги-и-Гассета ведущей испанской газеты El País (2008).
- Международная премия Maria Moors Cabot (Колумбийский университет, США, 2009)
- Премия принца Клауса (Нидерланды) в номинации Журналистика (2010).
- В 2012 году была выдвинута кандидатом на Нобелевскую премию мира ().